# Stambolov Crag
Stambolov Crag är en bergstopp i Antarktis. Den ligger i Sydshetlandsöarna. Argentina, Chile och Storbritannien gör anspråk på området. Toppen på Stambolov Crag är 832 meter över havet, eller 76 meter över den omgivande terrängen. Bredden vid basen är 0,22 km.
Terrängen runt Stambolov Crag är bergig åt sydost, men åt nordväst är den kuperad. Trakten är glest befolkad. Närmaste befolkade plats är St. Kliment Ohridski Base, 8,3 kilometer nordväst om Stambolov Crag. 